# Дуги оток
Дуги оток (на хърватски: Dugi Otok) е хърватски остров в Адриатическо море, Централна Далмация, Задарска жупания.

## Общи сведения
Дуги оток („Дългият остров“) е най-големият и най-отдалеченият от брега остров в централната част на Далмация. Площта му е 114,44 км², дължината е 45 км, а ширината около 5 км. Дължината на бреговата му линия е 170,7 км. Най-високата точка е Вела Стража (337 м). Западното крайбрежие на острова е стръмно и отвесно докато на юг то е по-лесно достъпно и тук са разположени осем села, сред тях най-голямото е Сали.

## Климат
Климатът е средиземноморски с дълго, горещо и сухо лято и мека и влажна зима със средна температура 6 °C през януари и 24 °C през август. Средната температура на морската вода е 12 °C през февруари и 23 °C през август. Средногодшната продължителност на слънчевото греене е около 2500 часа.

## История
Остров Дуги оток е бил населен от дълбока древност, за което свидетелстват и археологическите находки от палеолита, могилните погребения (курганите), следите от селищата на илирите. През 2011 г. в пещерата Влакно са открити следи от човешка дейност на хиляди години. От III век пр.н.е. Дуги оток заедно с цяла Илирия е завладян от Римската империя.
През X н. е споменат във византийски източници (съчиненията на император Константин VII Багренородни) като Пизух, а през следващия XI век под името Тилагус, което в наше време е съхранено в названието на залива Телащица.
От XIV век е владение на Венецианската република чак до падането ѝ през 1797 г., когато става притежание на Австрия. След Първата световна война е част от Кралството на сърби, хървати и словенци, а след разпада на Югославия през 1991 г. влиза в състава на независима Хърватия.

## Население
Населението на Дуги оток е 1655 души (2011 г.), обитаващи 12 крайбрежни села. Основният поминък на жителите на острова са риболов, прозводство на вино, сирене, зехтин, отглеждане на овце, туризъм.

## Забележителности
- Природен парк Телащица – намира се в южната част на острова до едноименния залив. Площта на парка заедно с акваторията му е 70,5 км². Заливът Телащица е един от най-големите и красиви на хърватските острови. Особен интерес представляват отвесните скали над морето, в които гнездят много птици, и соленото езеро, наречено Мир, известно с лечебната си кал;
- Пещерата Страшна печ (Strašna peć) – най-голямата карстова пещера на острова;
- Църквата посветена на Дева Мария в село Сали. Била построена през IX в., а по-късно през 1465 г. е изградена наново.
- Морският фар Вели Рат – най-големият на Адриатическо море (42 м височина)[4].